# Cheiracanthium canariense
Cheiracanthium canariense es una especie de araña del género Cheiracanthium, familia Cheiracanthiidae, suborden Araneomorphae. Fue descrita científicamente por Wunderlich en 1987.

## Distribución
Se distribuye por España (islas Canarias), Turquía y Egipto.